# Горская улица (Ломоносов)
Го́рская улица — улица в городе Ломоносове Петродворцового района Санкт-Петербурга, в историческом районе Мартышкино. Проходит от Кирочной до Морской улицы.
Первоначальное название — Па́сторская улица. Оно появилось в 1830-х годах. Дано по располагавшемуся там дому пастора евангелическо-лютеранской церкви св. Иоанна (сама церковь стоит на Кирочной улице, 14).
В 1937 году улицу переименовали в Горскую — в связи с тем, что проезд расположен на горе. В Мартышкине есть также Новогорская улица.

## Перекрёстки
- Кирочная улица
- Новая улица
- Морская улица